# Каерано ди Сан Марко
Каера̀но ди Сан Ма̀рко (на италиански: Caerano di San Marco; на венециански: Caeràn, Каеран) е градче и община в Северна Италия, провинция Тревизо, регион Венето. Разположено е на 124 m надморска височина. Населението на общината е 8050 души (към 2010 г.).